# تاکهیکو یاناگی
تاکهیکو یاناگی (انگلیسی: Takehiko Yanagi؛ زادهٔ ۲۸ مارس ۱۹۱۶ - درگذشته نامشخص) بازیکن هاکی روی چمن اهل ژاپن بود.